# يارباس
يارباس أو هيارباس هو أحد الملوك النوميد، الأمازيغ الذين سكنوا شمال أفريقيا منذ أقدم العصور. الملك «يارباس» كان أيضا راهبا للغاتيليين، والغاتيليين هم أحد القبائل الأمازيغية وهي دمج القبائل الصغيرة مثل الجيتول وموزولامي، ولقد ذكر الأديب الأمازيغي الشهير لوكيوس أبوليوس بأنه غاتيلي نوميديا ويبدو أن هذا الملك قد جعل من نفسه ابنا للآلهة بحيث يعتبر ابنا لجوبيتر كما تروي الأسطورة، وتجدر الإشارة إلى أن كثيرا من القادة اعتبروا أنفسهم أبناء للآلهة وأشهرهم الإسكندر الأكبر الذي اعتبر نفسه ابنا للأله زوس بعدما باركه كهنة آمون الأمازيغي. وتروي الأسطورة أن الملك يارباس قام بتشييد مائة معبد رائع لأبيه. وكان يشعل فيها النيران تكريما لـ جوبيتر.

## أسطورة
اعتُبر الملك «يارباس» عند بعض المؤرخين شخصية أسطورية خيالية، وعند البعض الآخر شخصية واقعية حقيقية، وعرف «يارباس» أيضا بكونه راهبا غاتيليا (جيوتيليا) مملكة نوميديا، وقد جعل نفسه ابنا للآلهة جوپيتر آمون على غرار مجموعة من القواد الكبار كما هو الشأن بالنسبة للإسكندر الأكبر الذي عد نفسه ابنا للإله اليوناني زيوس. تروي الأساطير بأن الملك يارباس بنى لأبيه مائة معبد، يشعل فيه النيران ويقدم القرابين والصلوات للإله جوبيتر، قصد أن يزوجه من الأميرة الفينيقية الجميلة إليسا.
تروي الأساطير أن الملك النوميدي الأمازيغي يارباس أغرم كثيرا بالأميرة الفينيقية إليسا التي جذبته إليها، فاستقدمها «يارباس» من قبرص إلى تونس، بعد أن فرت إليسا من مدينة صور هاربة من بطش أخيها «پيگماليون» الذي قتل زوجها، فنزلت إليسا مع مجموعة من مواطنيها الأغنياء ومقربيها الأثرياء عند يارباس مكرمين في ضيافته وسعداء في مملكته الواسعة الأطراف. سمح يارباس للفينيقيين ببناء مدينة قرطاجنة التي صارت من أكبر العواصم المتمدنة والمتحضرة اقتصاديا وعمرانيا وبشريا في شمال أفريقيا.

## التاريخ
كما تم ذكر اسم «يارباس» تاريخيا كملك نوميديا الجزائر حاليا، الذي حكم أعوام 84-82 قبل الميلاد. وبدون شك هذا هو الملك الذي يشير إليه الشاعر «أوفيد» في روايته الأسطورية. ووفقا له فإن «يارباس» الملك النوميدي، قد انتقم جراء رفض الملكة إليسا (ديدون) وذلك بغزو مملكتها.

## في الأدب
- تمت الإشارة إلى يارباس باقتضاب في بورغاتوريو للشاعر دانتي أليغييري على أنه يمتلك جزء من الأراضي جنوب إيطاليا.[3]
- يارباس هو أيضا شخصية في مسرحية «ديدو، ملكة قرطاج» لكريستوفر مارلو.

## وصلات خارجية
- "Iarbas in Roman Myth Index" (بالإنجليزية). Archived from the original on 2017-12-10.